# A Gift From a Flower to a Garden
A Gift From a Flower to a Garden (1967), el quinto trabajo del cantautor escocés Donovan y conforma una de los discos más representativos de finales de los 60. Es el primer doble álbum de la carrera del artista y uno de los primeros de la historia de la música pop-rock (el primero fue el Blonde On Blonde de Dylan). La caja contenía una carpeta con láminas de colores ilustradas y las letras de las canciones del segundo disco, For Little Ones.
Este doble álbum consiste en una parte de música pop, la formada por el primer disco, Wear Your Love Like Heaven, y una segunda parte de canciones infantiles tocadas de forma acústica: For Little Ones. Estos dos discos salieron también por separado a finales de ese mismo año, con los títulos citados.
La primera parte de este trabajo, Wear Your Love Like Heaven, está producido de nuevo por Mickie Most y reúne las canciones más decididamente "sesenteras" de Donovan. El cuidado por los arreglos de jazz de su anterior trabajo se pierden a favor de un sonido mucho más psicodélico. 
En cambio, la segunda parte; For Little Ones, nos muestra al Donovan más inspirado en su faceta de compositor-guitarrista-intérprete. Prescinde casi totalmente de los músicos de sesión para grabar prácticamente él solo con su guitarra unas canciones de una gran belleza melódica y lírica, a destacar The Mandolin Man and His Secret, Isle of Islay o Widow with Shawl, que con el tiempo se han convertidos en clásicos del músico escocés. 
No sería el único trabajo de Donovan dedicado al público infantil. En 1971 volvería con el célebre álbum H.M.S Donovan.
A Gift From a Flower to a Garden alcanzó el puesto #13 en Reino Unido y el #19 en Estados Unidos, cifras muy buenas al tratarse de un doble álbum. Sin embargo, el sencillo Wear Your Love Like Heaven apenas alcanzó el puesto #23 en las listas de éxitos, un notable descenso con respecto a los anteriores. Pero un año después volvería a los primeros puestos con el sencillo Jennifer Juniper, que alcanzaría el puesto #5 en el Reino Unido.

## Lista de canciones

### Wear Your love Like Heaven
1. Wear Your Love Like Heaven - 2:27
2. Mad John's Escape - 2:23
3. Skip-a-long Sam - 2:30
4. Sun - 3:20
5. There Was a Time - 2:06

1. Oh Gosh - 1:50
2. Little Boy in Corduroy - 2:40
3. Under the Greenwood Tree (poema de William Shakespeare) - 2:01
4. The Land of Doesn't Have to Be - 2:31
5. Someone Singing - 2:52

### For Little Ones
1. Song of the Naturalist's Wife - 2:50
2. The Enchanted Gypsy - 3:22
3. Voyage into the Golden Screen - 3:16
4. Isle of Islay - 2:25
5. The Mandolin Man and His Secret - 3:36
6. Lay of the Last Tinker - 1:50

1. The Tinker and the Crab - 2:56
2. Widow with Shawl (A Portrait) - 3:03
3. The Lullaby of Spring - 3:30
4. The Magpie - 1:32
5. Starfish-on-the-Toast - 2:46
6. Epistle to Derroll - 5:45

- Datos: Q2725277